# Goshen (Vermont)
Pour les articles homonymes, voir Goshen.
Goshen est une ville américaine située dans le Comté d'Addison, dans le Vermont. 

## Démographie
Selon le recensement de 2020, sa population est de 172 habitants.